# Пиленко, Юрий Дмитриевич
Юрий Дмитриевич Пиленко (9 мая 1857, Алагир — 17 июля 1906, Санкт-Петербург) — русский юрист и виноградарь; директор Никитского ботанического сада в 1905—1906 годах.

## Биография
Родился 9 мая 1857 года на Кавказе в селении Алагир в семье Дмитрия Васильевича Пиленко (с января 1858 года служил управляющим Алагирского серебро-цинкового завода в чине штабс-капитана корпуса горных инженеров) и его жены — Надежды Борисовны Иваницкой (сестра начальника этого же завода).
В 1877 году окончил гимназический курс в московском лицее Цесаревича Николая и в августе этого же года поступил в Московский университет на юридический факультет. Однако через месяц решил переехать в Петербург и продолжить обучение на юридическом факультет Императорского Санкт-Петербургского университета.
По окончании университета, в декабре 1882 года, Юрий уехал в Анапу, где приступил к написанию кандидатской диссертации на тему «Станичные суды Кубанского казачьего войска», которую защитил в 1883 году. После защиты получил звание специалиста по юридическому праву и приступил к работе в Петербургском окружном суде, где до 1890 года исполнял обязанности следователя в Витебском окружном суде, а с 1 апреля 1890 года был назначен товарищем (заместителем) прокурора Рижского окружного суда. Одновременно с основной работой являлся одним из директоров сначала Перновского, а затем Вольмарского уездного отделения Общества попечительства о тюрьмах.
В начале 1891 года Юрий Дмитриевич женился на Софии Борисовне Делоне. 21 декабря 1891 у них родилась дочь Елизавета, а 27 октября 1893 года — сын Дмитрий. В этот период времени они жили в Риге. Летом вся семья отправлялась в Анапу в имение отца Юрия в Джемете.
В феврале 1895 года умерла мать, а в марте — отец Юрия Пиленко. Похоронив родителей в родовом склепе имения Хан-Чакрак, Ю. Д. Пиленко вышел в отставку и переехал из Риги в Анапу. Получив в наследство часть отцовских виноградников, проявил, как и его отец, желание и интерес к садоводству и виноградарству, продолжив дело родителя.
Юрий Дмитриевич был делегатом первого съезда виноградовладельцев и виноградарей в Новороссийске, на котором он выступил с докладами. Одновременно вёл общественную работу — избирался почётным мировым судьей Анапы и председателем общественного собрания; являлся почётным смотрителем анапского трехклассного училища и почётным блюстителем сасыкского начального сельского училища. В сентябре 1900 года был избран на четырёхлетний срок городским старостой Анапы.
Деловые качества и достижения Ю. Д. Пиленко были замечены: в мае 1905 года он был назначен директором Никитского ботанического сада и училища садоводства и виноделия. Вся семья переехала в Крым, поселившись в посёлке Никита. Директором Никитского сада Пиленко должен был проработать два года, однако в результате интриг и полицейских репрессий, подал в отставку и 10 марта 1906 года был уволен с директорской должности с причислением к Главному управлению землеустройства и земледелия. Это было время столыпинских реформ, которые импонировали Пиленко. В связи со служебным переводом в российскую столицу он решил сменить место жительства и весной перевёз семью в Петербург, где 17 июля 1906 года внезапно умер от болезни почек.
Был похоронен на городском кладбище в Анапе, но затем перезахоронен в родительском склепе в саду имения Хан-Чакрак.